# Уран (село)
Ура́н (рос. Уран) — село у складі Сорочинського міського округу Оренбурзької області, Росія.

## Населення
Населення — 393 особи (2010; 449 у 2002).
Національний склад (станом на 2002 рік):
- росіяни — 83 %